# 湯地定基
湯地 定基（ゆち / ゆじ さだもと、1843年9月27日（天保14年9月4日）- 1928年（昭和3年）2月10日）は、幕末の薩摩藩士。明治から昭和期の開拓使・内務官僚、政治家、農業経営者。根室県令、元老院議官、貴族院勅選議員。通称・治右衛門、治左衛門。偽名・工藤十郎（Zuro Kudo）、通称・いも判官。
薩摩藩士として生まれ、勝海舟の私塾で学んだ後、アメリカに密留学し、ウィリアム・クラークの下で農政学を学んだ。帰国後、根室県令として北海道にジャガイモを普及し、いも判官と呼ばれた。妹は乃木希典の妻、静子。

## 生涯

### 生誕から密航まで
薩摩国鹿児島郡鹿児島城下新屋敷町で、薩摩藩士で奥医師の湯地定之とその妻貞の長男として生まれる。
元治2年2月（1865年3月）から慶応2年1月（1866年3月）まで、勝海舟の私塾にて学んだ。当時、薩摩藩は薩英戦争を機に、藩士を密かに欧米へ留学させようとしていたことから、仁礼景範、江夏嘉蔵、吉原重俊、種子島敬輔、木藤市助（準備のため事前に渡米）とともに薩摩藩第二次米国留学生に選出される。
慶応2年3月28日（1866年5月12日）、グラバーの援助で長崎からポルトガル船に乗りイギリス経由でアメリカへ密航した。
このとき、藩主から工藤十郎（Zuro Kudo）という変名を授かり、留学中に使用している。

### 米国留学と新島襄との出会い
藩命による密留学という性質から、十分な経済援助の無いまま、湯地らはモンソン・アカデミー（Monson Academy）で学んだ。また湯地は、一時モンソン・アカデミーを退学し、神秘主義者トマス・レイク・ハリスの教団コロニーにて仁礼、江夏らと半年ほど共同生活を送った。その後モンソン・アカデミーに復学し、1868年（明治元年）、先に留学していた（後の同志社大学創設者である）新島襄を訪ね、キリスト教について熱心に話し合い、この後会衆教会にて洗礼を受けている。

### 一時帰国と海舟への懇願
経済的困窮から、留学を継続できなくなったため、一時帰国した。1869年12月28日に帰国のためサンフランシスコに到着、1870年1月1日に日本へ出航予定との手紙が、種子島からの書簡として吉田清成関係文書にある。
帰国した際、湯地は恩師である勝海舟と面会し、「洋行之事　必死之話」をして費用の工面について助けを求め、薩摩藩による密留学から、明治新政府の官費留学生となった。

### 再渡米、クラークとの出会い
その後、再度アメリカへ留学、農政学研究に専念する。明治3年9月（1870年）マサチューセッツ農科大学（現マサチューセッツ大学アマースト校）に入学し、ウィリアム・スミス・クラークの指導を受けて農政学を学ぶ。明治4年12月（1872年）に帰国した。

### 北海道へ
明治5年1月7日（1872年2月15日）、黒田清隆に取り立てられ、開拓使八等出仕となり ホーレス・ケプロンなどの外国人顧問の通訳を担当した。同年8月25日（9月27日）大主典に就任。1875年2月4日、亀田郡七重村（現七飯町）勤務となり七重開墾場の経営を担当。1877年1月23日、開拓権少書記官に就任。1878年7月13日、七重勧業試験場長に発令され、アメリカでの学びを実践し、多くの伝習生を育成した。以後、兼農業仮博覧会監督、兼函館支庁民事課勧業掛、開拓少書記官、兼第二回函館農業仮博覧会監督などを歴任。1882年2月8日、開拓使が廃止され、同日設置された根室県の県令に就任。農水産業の振興と改良に努め、特にジャガイモの栽培を奨励し、北海道にジャガイモを普及させ、「いも判官」と呼ばれた。
1886年1月26日、根室県が廃止され北海道庁の設置に伴い同庁理事官に発令され、同年2月16日、土木課長に就任。1887年から1889年までドイツ、アメリカに出張し殖民区画制度の調査・研究を行う。このとき、帰国後、1889年3月12日、道庁第二部長に就任し、五町歩区画制度を立案実施して拓殖を推進した。1890年3月4日、第二部長を退任。

### 元老院、貴族院時代
1890年6月12日、元老院議官に就任。同年10月20日、元老院の廃止に伴い非職となる。1891年12月22日、貴族院勅選議員に任じられ、茶話会に所属して東京で死去するまで在任した。

## 栄典
位階
- 1928年（昭和3年）2月14日 - 従三位[13]

勲章等
- 1916年（大正5年）4月1日 - 勲二等瑞宝章[14]

外国勲章佩用允許
- 1894年（明治27年）3月6日 - ロシア帝国：神聖アンナ第二等勲章[15]

## 逸話
- 幼少を過ごした薩摩の湯地家は、父定之が薩摩藩主に直言し、勘気に触れたことで減禄処分となり、困窮していた。定基の姉（妹）の貞子は当時、賃仕事や米つきをして、その日その日の食費の足しにしたという。他方、当時の薩摩藩では男尊女卑の風潮があったところ、妹の静子を積極的に学ばせる等、定之は子の教育に熱心だった[5][16]。
- 米国留学中の1867年（明治3年）、共に留学していた木藤市助が自殺している。7月22日、朝8時半に木藤が行方不明になったことがわかり、午後6時ごろまで湯地ら残りの留学生で山野を探し回っていたところ、前方から村人らのただならぬ声が聞こえ、駆けつけた先に、木で首をくくっている木藤が発見された。木藤の葬儀の際、棺の中の木藤は甚だ美麗で、日本人に見えなかった、と仁礼は叙情的に書き残している。湯地は、夜になるとしばしば仁礼らと木藤の墓参りをしており、湯地ら若き留学生に影響を与えたことがうかがえる[7]。
- 留学中、アマーストで湯地が新島襄を訪ねた際、湯地は約束も取り付けずに新島の居室のドアをたたき、「Nee・Sima， Gokigen Yoroshika（新島、ご機嫌よろしいか？）」と日本語で新島を呼んだことから、突然の来訪に新島は驚いたという[17]。新島はこの後、モンソンで学ぶ薩摩藩第2次留学生の中では，「工藤（湯地）と大原（吉原）が優秀であり，彼らはまだ英語は自由に話せないが，英語をよく理解している」との印象をもっていた[9]。
- 七重勧業試験場長時代、エドウィン・ダンの指導のもと、競馬（馬術）の普及も行い、函館海岸町競馬場では、自ら審判をしている。
- 1876年春の明治天皇の箱館御巡幸の際には、案内役を務め、祝詞を奏上している。
- クラークは、1877年に札幌農学校教頭を辞して離日する際、わざわざ七重で奮闘するかつての教え子である湯地を訪ね、激励している。
- 根室県令時代、ジャガイモの普及のため、県令の身ながらジャガイモの種芋を持ち各戸を説いて回り、農具を与えたという。また、ジャガイモのほか、コンブ・サケ・マス漁や魚かす製造の改善、アイヌの移住、北海道初の公共図書館の設立等にも尽力している[18]。
- 1887年のドイツ出張の際、乗っていた船がアラビア海で座礁し、「将サニ潰裂セントスル」状況になり、金品すべて失ったが、辛くも身一つで通行船に救助されたという[19]。
- 1899年（明治32年）に勝海舟が死去した際、勝の棺を運んだのは、かつての門下であり、当時既に貴族院勅選議員であった湯地であるといわれている[20]。
- 退官後、石狩郡夕張角田村（現栗山町）で農場経営を行い[1][4]、現在も栗山町に湯地の地名が残っている。
- 1885年、根室の市街地拡大に伴い、新町名の一つとして湯地の名にちなんで「定基町」が設けられた[4]。
- 乃木希典、静子が殉職した際、希典は、湯地家の総領である定基宛に遺書を残した[21]。豊多摩郡中野町の乃木の所有地は定基に譲られ[22]、現在は中野ブロードウェイの敷地の一部となっている。

## 親族
- 妻 - 福子：江戸屋敷詰めの薩摩藩士の娘。明るく献身的な性格で、希典との婚礼前に同居していた義妹お七（乃木静子）と非常に仲が良く、お七、女中と3人で針縫いを競争のようにしていたという。婚礼は、湯地が米国から持ち帰ったビールで三々九度を行った[23]。
- 次弟 - 湯地定廉（さだかど）：海軍大尉[24]。三兄弟一の秀才ともいわれたが、大尉で早世[16]。
- 末弟 - 湯地定監（海軍機関中将・貴族院勅選議員）
- 妹 - 乃木静子（乃木希典の妻）
- 義弟 - 乃木希典（陸軍大将、学習院長）
- 甥 - 湯地孝：国文学者。定監の子。
- 大甥 - 湯地朝雄：文芸評論家。孝の子。